# 亞歷山大·薩洛
亞歷山大·薩洛（法語：Alexandre Tharaud，1968年12月9日—），法國鋼琴家。
亞歷山大在1968年12月9日出生在巴黎，父親是歌劇總監，母亲是芭蕾舞教授。亞歷山大·薩洛在法國北部花了很多週末時間在音樂劇場，亞歷山大在5歲時開始了學習鋼琴，後來進入第14區的學院。14歲進入巴黎國立高等音樂舞蹈學院，獲得鋼琴一等獎。

## 外部連結
- 官方网站
- Two interviews with Alexandre Tharaud （页面存档备份，存于）
- Interview dans Télérama, Number 3083 : 11 February 2009, pp. 14 to 16..
- 亞歷山大·薩洛的Discogs页面（英文）